# Малый Утлюк
Малый Утлюк (укр. Малий Утлюг) — река в Запорожской области, в юго-западной части Причерноморской низменности. Длина реки — 68 км. Площадь водосборного бассейна — 586 км².
Берёт начало у села Малый Утлюк Мелитопольского района, течёт по территории Мелитопольского и Акимовского районов и впадает в Утлюкский лиман Азовского моря.

## Населённые пункты

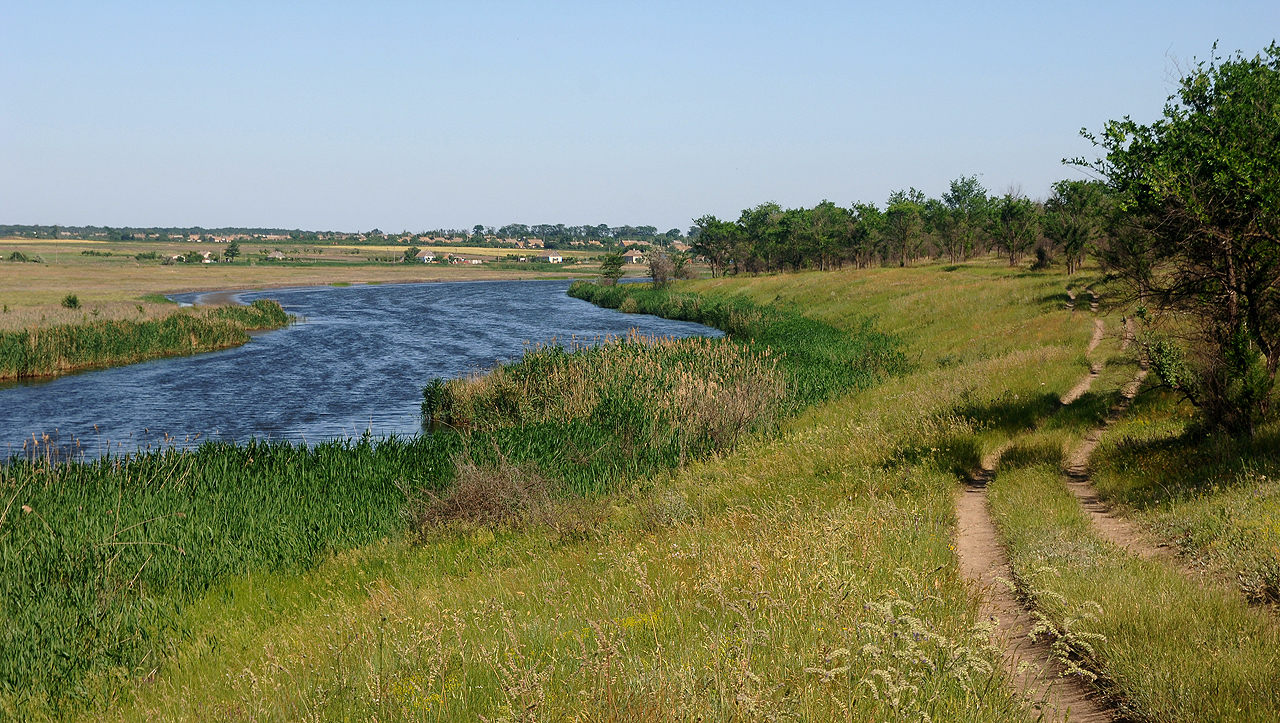
Малый Утлюк у Шелюгов

Река берёт начало у села Малый Утлюг и протекает через сёла Степное, Марьевку, Поляновку, Золотую Долину Мелитопольского района, посёлок Акимовку, сёла Владимировку, Александровку, Юрьевку, Малую Терновку, Шелюги Акимовского района и впадает в Утлюкский лиман у села Давыдовка.

## Физические сведения
В районе Акимовки ширина реки достигает 38 метров при глубине 1 метр, у Малой Терновки ширина 50 метров, глубина 1.5 метра, у Шелюгов ширина 60 метров, глубина 2 метра. Скорость течения у Шелюгов около 10 сантиметров в секунду

## Название
Хотя в русском языке река традиционно называлась «Малый Утлюк», сейчас, под влиянием украинского языка, название «Малый Утлюг» становится всё более распространённым.